# Phascolopsis gouldii
Phascolopsis gouldii är en stjärnmaskart som först beskrevs av PourtalFs 1851.  Phascolopsis gouldii ingår i släktet Phascolopsis och familjen Sipunculidae. Inga underarter finns listade i Catalogue of Life.